# Wenshof
Wenshof  ist ein Gemeindeteil der Gemeinde Lengdorf im Landkreis Erding in Oberbayern.

## Lage
Die Einöde Wenshof liegt einen Kilometer südlich der Anschlussstelle 24 Lengdorf der Bundesautobahn 94.

## Denkmalschutz

Wenshof 1, Wohnhaus (links) und denkmalgeschützter Stadl (rechts)

Stadel des Haufenhofes Wenshof 1 ist ein massiver Schopfwalmdachbau mit Zierputz aus der Mitte des 19. Jahrhunderts. Er steht unter Denkmalschutz und ist in der Liste der Baudenkmäler in Lengdorf aufgeführt.

## Bevölkerungs- und Ortsentwicklung
Bei der Volkszählung von 1871 gab es 14 Einwohner in acht Gebäuden, bei der Viehzählung von 1873 gab es zehn Pferde und 25 Rinder. Im Mai 1987 lebten dort fünf Einwohner in einem Wohngebäude.
| Jahr      | 1871 | 1925 | 1950 | 1970 | 1987 |
| Einwohner | 14   | 15   | 28   | 9    | 5    |